# Sultanato di Ilisu
Il Sultanato di Elisu, noto anche come Elisou o Ilisu, è stato uno dei Khanati del Caucaso nel XVIII e XIX secolo.

## Geografia, popolazione e governo
Situato principalmente sul versante meridionale delle montagne del Caucaso in quello che è l'attuale Azerbaigian nord-occidentale, si estendeva dal nord della cresta montuosa fino alla valle del fiume Alazani. A sud-est nelle pianure si trovava il Khanato di Shirvan e a nord-ovest lungo le montagne si trovavano le comunità Djaro-Belokani. Djaro-Belokan ed Elisu erano strettamente collegati. Il nord montuoso era abitato dagli tsakuri e la parte bassa dell'Azerbaigian era abitata dagli ingiloy (georgiani musulmani). La classe superiore era tsakhur e azera. Nell'uso locale un sultano era al di sotto di un khan e al di sopra di un bey. Il sultanato era in parte ereditario e in parte eletto da un <i>jamaat</i> o da un'assemblea di notabili. Fu spesso confermato dallo scià persiano. In alcuni casi fu imposto da chiunque avesse un grande esercito nelle vicinanze. Per alcuni motivi il sultano era quasi sempre un membro della comunità Djaro-Belokani.

## Storia

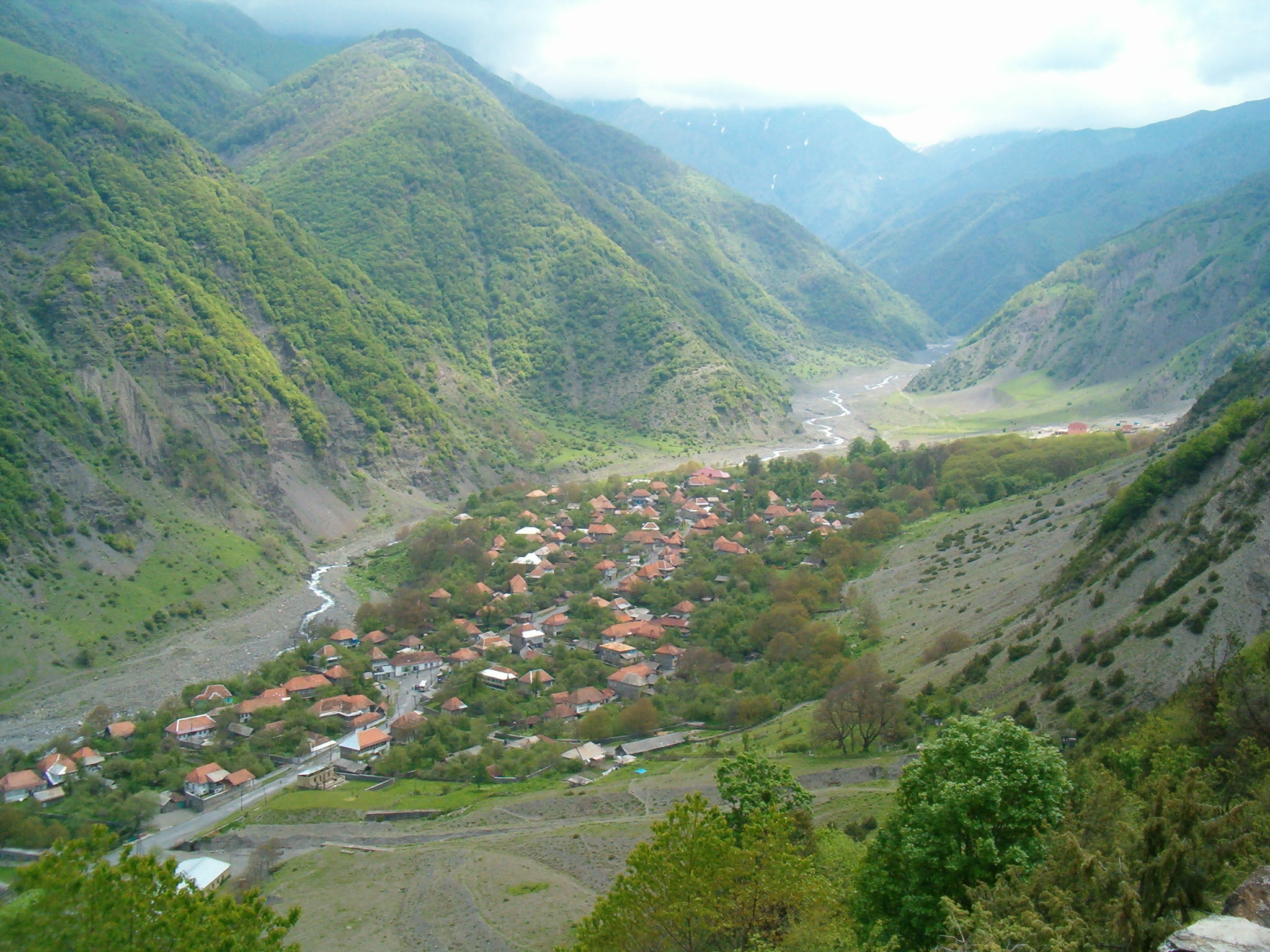
Elisu oggi

La storia del Sultanato inizia a nord delle montagne nella parte superiore del fiume Samur (distretto di Rutulsky) con il popolo degli tsakhuri, un ramo occidentale dei lezgini. Nel XV secolo gli Tsakhuri iniziarono a spostarsi a sud sulla cresta della montagna verso il fiume Alazani e si stabilirono nella provincia di Hereti del regno di Kakheti. All'inizio del XVII secolo, Shah Abbas I di Persia prese queste terre dal re di Kakheti e le concesse ai clan feudali daghestani che godevano di un certo grado di autonomia (società Djar-Beylakan, sultanato di Ilisu). L'area era un "ulka" del Khanato di Shirvan. I governanti erano anche vassalli della Persia e talvolta dell'Impero ottomano, a seconda del potere relativo di ciascuno. All'inizio del XVIII secolo la capitale si trasferì a sud nella città İlisu da dove prende il nome il sultanato. La dinastia di Elisu apparteneva alla corrente musulmana sunnita dell'Islam. Il primo sovrano di fu Sultan Adi Korklu Bey, che istituì il sultanato di Ilisu l'8 marzo 1563. Era di etnia tsakhur. Nel 1711 ci fu un diffuso movimento anti-persiano che fu in parte anche un conflitto sunnita-sciita. Uno dei leader era Sultan Adi Korklu Bey che conquistò una vasta area e i turchi lo resero beylerbeg di Shaki. Nadir Shah scacciò i turchi nel 1735. Quando il suo esercito rientrò a sud, le comunità autonome di Djaro-Belokani ed Elisu rinacquero (1738).
I russi conquistarono il regno di Kartli-Kakheti nel 1801 e nel 1803-1806 Pavel Tsitsianov si spinse a est verso il Caspio. In aprile il generale Gulyakov dominò l'area di Djaro-Belokani e il sultanato di Ilisu. In ottobre i montanari si ribellarono nuovamente con l'aiuto del khanato di Khazikumukh e nel gennaio 1804 Gulyakov morì nella lotta. I djari smisero di pagare tributi e diedero la colpa al sultano della sconfitta il quale nel 1805 fu sostituito da Ahmad Khan (Akhmed Khan) che andò a Tbilisi per offrire la sottomissione.
Durante la guerra russo-persiana nel 1826 Ahmad Khan fu espulso dal potere dai Beg e sostituito da Bala-Aga-Beg. I russi tornarono, restaurarono Ahmad (Akhmed) e catturarono Bala-Aga portandolo in catene.
Nel 1830 i djari si ribellarono ma poi si sottomisero all'avvicinarsi delle truppe. Furono sottoposti all'oblast di Djari con il Sultanato annesso. Lo stesso anno Daniyal Bek divenne sultano. Nel 1842 il Sultanato fu posto sotto l'okrug militare Djaro-Belokani sotto il generale Schwartz. Nel 1844 Daniyal Sultan fu spinto o tirato tra le braccia da Shamil. Schwartz prese d'assalto Elisu e il sultanato fu definitivamente abolito. I discendenti dell'ultimo sultano vivono oggi in Azerbaigian, nelle città: Qax, Şəki, Samux, Göyçay, Gäncä e Baku, e prendono il cognome maschile Sultanov o femminile Sultanova. Anche in Turchia vivono discendenti nelle città di Istanbul, Edirne, Smirne, Bodrum e Babaeski, e prendono il cognome Sultansoglu.